# Volleybal op de Paralympische Zomerspelen 2012

## Volleybal op de Paralympische Zomerspelen 2012

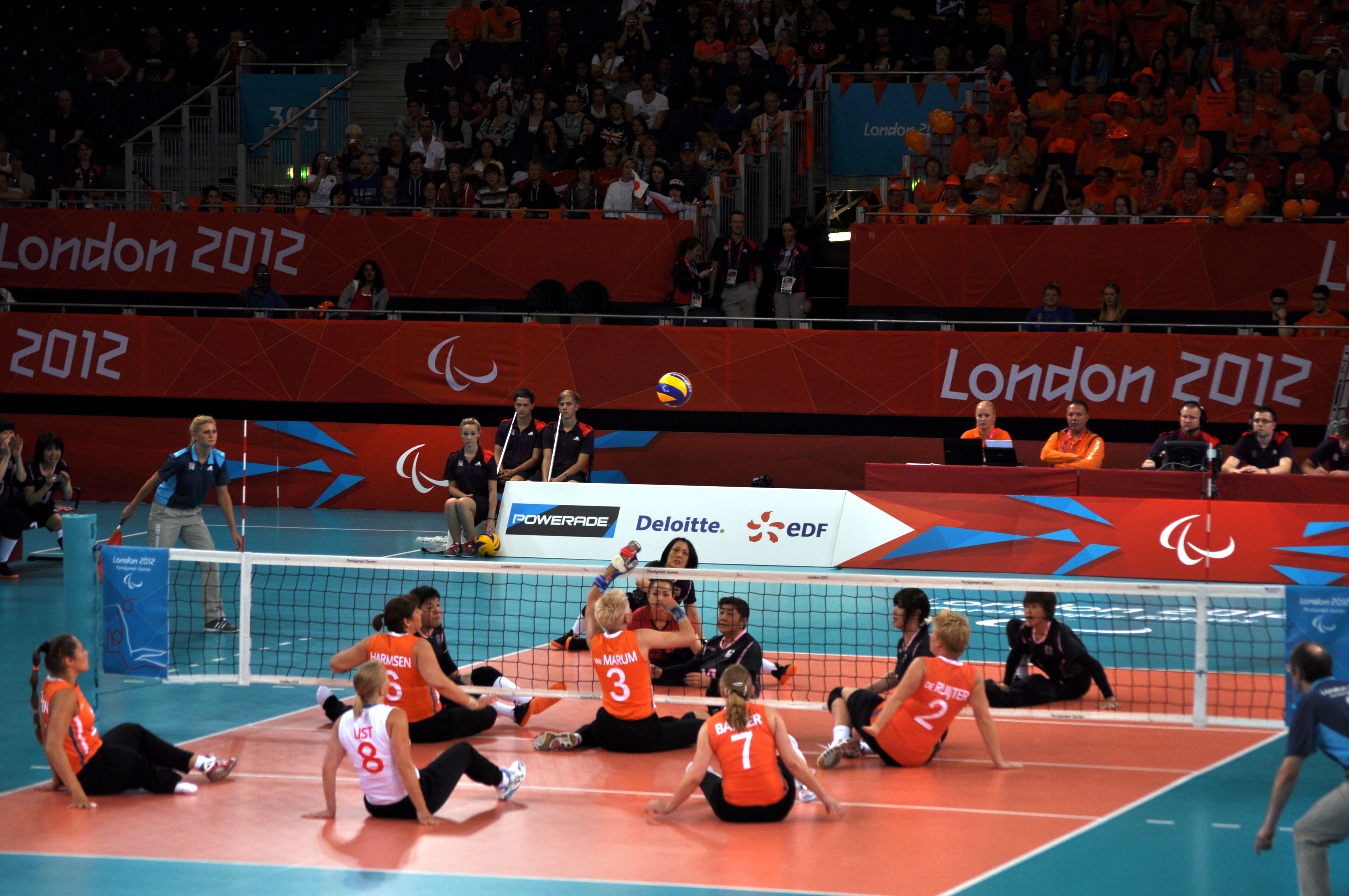
Nederland tegen Japen (dames)

Op de XVe Paralympische Zomerspelen die in de Britse hoofdstad Londen werden gehouden, was volleybal een van de 20 beoefende sporten. Het Volleybaltoernooi begon op 30 augustus en eindigde op 8 september 2012. De wedstrijden werden gespeeld in het ExCeL Exhibition Centre. Dit was de tiende keer dat het Volleybaltoernooi werd georganiseerd sinds de sport in 1976 een volwaardig onderdeel van de Paralympische Spelen werd.

## Kwalificatie
Bij de mannen waren er tien plaatsen voor het paralympisch zitvolleybaltoernooi bij de vrouwen waren het er acht. Gastland Groot-Brittannië was verzekerd van deelname aan beide evenementen. De overige plaatsen werden opgevuld door de winnaars van de internationale Paralympische kwalificatietoernooien.

### Gekwalificeerden
mannen
- Bosnië en Herzegovina
- Brazilië
- China
- Duitsland
- Egypte
- Groot-Brittannië
- Iran
- Marokko
- Rusland
- Rwanda

vrouwen
- Brazilië
- China
- Groot-Brittannië
- Japan
- Nederland
- Oekraïne
- Slovenië
- Verenigde Staten

## Medailles
| Onderdeel | Goud | Goud | Zilver | Zilver | Brons | Brons |
| --------- | ---- | --- | ------ | --- | ----- | --- |
| mannen    | BIH  | Safet Alibasic Nizam Cancar Sabahudin Delalic Mirzet Duran Ismet Godinjak Dzevad Hamzic Ermin Jusufovic Benis Kadrid Adnan Kesmer Adnan Manko Asim Medic Ejub Mehmedovic | IRI    | Majid Lashgarisanami Reza Peidayesh Davood Alipourian Ahmad Eiri Iran Gostareshe Foulad Naser Hassanpour Alinazari Sadegh Bigdeli Jalil Eimery Seyedsaeid Ebrahimibaladezaei Isa Zirahi Ramezan Salehi Hajikolaei Mohammad Khaleghi | GER   | Alexander Schiffler Thomas Renger Stefan Hähnlein Sebastian Czpakowski Heiko Wiesenthal Peter Schlorf Jürgen Schrapp Christoph Herzog Barbaros Sayilir Torben Schiewe                  |
| vrouwen   | CHN  | Tang Xue Mei Lu Hong Qin Tan Yanhua Su Li Mei Zheng Xiong Ying Wang Yanan Li Liping Zhang Xu Fei Yang Yan Ling Zhang Lijun Zheng Yu Hong                                 | USA    | Lora Webster Brenda Maymon Michelle Gerlosky Kathryn Holloway Heather Erickson Monique Burkland Kari Miller Allison Aldrich Nichole Millage Kaleo Kanahele Kendra Lancaster                                                         | UKR   | Margaryta Pryvalykhina Anzhelika Churkina Larysa Sinchuk Galyna Kuznetsova Olena Manankova Ilona Yudina Larysa Klochkova Inna Osetynska Olga Shatylo Larysa Ponomarenko Valentyna Brik |